# Bárdudvarnok
Bárdudvarnok é um município da Hungria, situado no condado de Somogy. Tem 48,56 km² de área e sua população em 2019 foi estimada em 1.098 habitantes.